# BLAST
De Basic Local Alignment Search Tool (BLAST) is een algoritme dat gebruikt wordt voor het vergelijken (aligneren) van een DNA- of eiwit-sequentie in verscheidene databases.
Het zoekresultaat laat zien welke gerelateerde sequenties voorkomen in hetzelfde organisme of gerelateerde organismen. Dit geeft in de meeste gevallen een beeld van een functie van een gen waarvan de functie nog onbekend is. BLAST is een tool die veel gebruikt wordt in de bio-informatica.

## Verschillende BLAST-programma's
- blastp: vergelijkt een aminozuursequentie met een aminozuursequentiedatabase
- blastn: vergelijkt een nucleïnezuursequentie met een nucleïnezuursequentiedatabase.
- blastx: Vergelijkt een nucleïnezuursequentie met een eiwitsequentiedatabase door de DNA-sequentie op alle open reading frames te vertalen naar een aminozuursequentie.
- tblastn: vergelijkt een aminozuursequentie met een nucleïnezuursequentiedatabase, die dynamisch getransleerd is in alle open reading frames.
- tblastx: vergelijkt een in alle frames vertaalde nucleïnezuursequentie met een nucleïnezuursequentiedatabase, die ook vertaald is op alle reading frames.